# Thierry Omeyer
Thierry Omeyer, född 2 november 1976 i Mulhouse, är en fransk före detta handbollsmålvakt. Han spelade sedan 2014 för den franska toppklubben Paris Saint-Germain HB i LNH Division 1 och sedan 1999 för det franska handbollslandslaget. 2008 blev han utnämnd till Årets bästa handbollsspelare i världen av IHF.

## Meriter i urval
Klubblag
- EHF Champions League-mästare: 4 (2003, 2007, 2010 och 2012)
- Fransk mästare: 10 (2002, 2003, 2004, 2005, 2006, 2015, 2016, 2017, 2018 och 2019)
- Tysk mästare: 6 (2007, 2008, 2009, 2010, 2012 och 2013)

Landslag
- OS-guld: 2 (2008 och 2012)
- VM-guld: 5 (2001, 2009, 2011, 2015 och 2017)
- VM-brons: 2 (2003 och 2005)
- EM-guld: 3 (2006, 2010 och 2014)
- EM-brons: 1 (2008)

Individuellt
- Årets bästa handbollsspelare i världen 2008